# 雨婷儿
雨婷儿（2000年1月28日—），本名丛昱婷，中国大陆女性演员、歌手，前童星，亦是偶像团体SNH48的未出道研究生成员，现经纪公司为泽海影视。2006年，其参与了电视剧《汉语会话》的拍摄，由此进入演艺圈发展至今。2012年，其入选SNH48一期生，但最终未有以该团体成员身份参与演艺活动。2015年，其因主演了《巴啦啦小魔仙之音符之谜》《旋风少女》等剧集而获得关注。

## 生平

### 童星时期
2000年，雨婷儿生于北京。其自小就爱好歌舞及表演，并从6岁起开始练习艺术体操。一次练习期间，适逢剧组在其就读的学校选拔少儿演员，雨婷儿就因表现突出被该剧组选中，从而拍摄了其首部剧集《汉语会话》。在之后的数年时间内，其又先后参演了《锣鼓巷》《孔子春秋》《樱桃》《城市恋人》等剧集。
2012年10月14日，雨婷儿成为偶像团体SNH48的26名一期生之一，并在当日下午的记者会上以SNH48成员身份亮相。但两个月后，该团体的运营商久尚经纪于12月21日发布公告，宣布其不再以该团成员身份活动。之后，其又出演了《老农民》等剧集。

### 由童星转型后
2014年12月9日，雨婷儿与泽海影视签约，成为后者旗下艺人。当月27日，其在横店影视城出席了剧集《明朝不科学》的发布会。2015年1月31日，其参演的剧集《我们家的微幸福生活》启播，饰演角色为“高伊娜”。3月，参演卡酷少儿卫视《闪天下》节目的录影；随后，其出演剧集《巴啦啦小魔仙之音符之谜》，并以此成为《巴啦啦小魔仙》系列剧集中最为年少的“魔仙小蓝”饰演者。7月2日，其出席了剧集《旋风少女》的启播礼；该剧在当月7日启播，其饰演的角色为“曲光雅”。9日，由其出演“宋芸儿”一角的剧集《纳妾记》启播。2016年7月，其又继续参演《纳妾记》及《旋风少女》等两部剧集的第二季。
2017年2月，雨婷儿被选为剧集《蜀山战纪2踏火行歌》的主要演员之一。该剧于2018年1月30日启播，其饰演的角色为“余英男”。2019年11月30日，其出席了剧集《青青子衿》的开机礼。2020年3月，其与许晓诺共同代言游戏《神武4》。

## 演艺记录

### 参演剧集
| 首播年份 | 名称                       | 角色           | 参考及备注                                                                  |
| -------- | -------------------------- | -------------- | --------------------------------------------------------------------------- |
| （待查） | 《汉语会话》               | 孙雪           | [ 4 ]                                                                       |
| （待查） | 《国球》                   | 小丽           |                                                                             |
| 2010年   | 《锣鼓巷》                 | 花生女孩       |                                                                             |
| 2011年   | 《圆圆的故事》             | 莉莉           | [ 22 ]                                                                      |
| 2011年   | 《异事录2011》             | 诡妹           |                                                                             |
| 2011年   | 《孔子春秋》               | 孔无加（10岁） |                                                                             |
| 2012年   | 《樱桃》                   | 香子           |                                                                             |
| 2013年   | 《戒烟不戒酒》             | 萧圆圆         |                                                                             |
| 2013年   | 《亲爱的》                 | 美娟           |                                                                             |
| 2014年   | 《良心》                   | 常兰岚         |                                                                             |
| 2014年   | 《舰在亚丁湾》             | 幺妹           |                                                                             |
| 2014年   | 《老农民》                 | 牛麦花（少年） | [ 4 ]                                                                       |
| 2015年   | 《我们家的微幸福生活》     | 高伊娜         | [ 4 ]                                                                       |
| 2015年   | 《巴啦啦小魔仙之音符之谜》 | 小蓝           | [ 11 ]                                                                      |
| 2015年   | 《旋风少女1》              | 曲光雅         | [ 13 ]                                                                      |
| 2015年   | 《纳妾记1》                | 宋芸儿         | 網絡劇                                                                      |
| 2015年   | 《会痛的17岁》             | 张莹莹         | 網絡劇 第二单元《天真》                                                     |
| 2016年   | 《远得要命的爱情》         | 孟初夏（少年） |                                                                             |
| 2016年   | 《天伦》                   | 丁香（少年）   |                                                                             |
| 2016年   | 《纳妾记2》                | 宋芸儿         | 網絡劇                                                                      |
| 2016年   | 《纳妾记3》                | 宋芸儿         | 網絡劇                                                                      |
| 2016年   | 《旋风少女2》              | 曲光雅         | [ 17 ]                                                                      |
| 2016年   | 《城市恋人》               | 廖燕蝶（少年） | 2012年拍攝                                                                  |
| 2018年   | 《蜀山战纪2》              | 余英男/玉思隱  | [ 19 ]                                                                      |
| 2020年   | 《青青子衿》               | 闻人姝         |                                                                             |
| 2021年   | 《白玉思无瑕》             | 齐德隆         | 網絡劇                                                                      |
| 2021年   | 《理想照耀中国》           | 晓倩           | 單元《冰糖》 實際相關戲份未見播出 僅見於片尾名單“特別鳴謝”部分 （原因不明） |
| 2022年   | 《山河月明》               | 徐妙云（少年） | 2018年拍攝                                                                  |

### 参演电影
| 上映时间  | 名称                   | 角色     | 参考及备注 |
| --------- | ---------------------- | -------- | ---------- |
| 2015年8月 | 《武僧传奇之终极一战》 | 兰陵公主 |            |

### 音乐作品
| 发行时间      | 名称               | 参考及备注                                        |
| ------------- | ------------------ | ------------------------------------------------- |
| 2015年7月     | 《疾行风暴》       | 剧集《纳妾记1》主题曲；与孙坚                     |
| 2016年7月18日 | 《雨停以后抱紧我》 | 剧集《纳妾记2》主题曲                             |
| 2018年1月19日 | 《炸鸡炸烦恼》     | 剧集《蜀山战纪2》推广曲；与陈哲远、劉一曈、聂子皓 |
| 2018年1月30日 | 《就是喜欢你》     | 剧集《蜀山战纪2》插曲；与陈哲远                   |

### 广告代言
| 年份   | 代言商   | 产品或项目 | 参考及备注 |
| ------ | -------- | ---------- | ---------- |
| 2020年 | 多益网络 | 《神武4》  | 与许晓诺   |

### 参演节目
| 播放时间  | 名称       | 播放平台     | 参考及备注 |
| --------- | ---------- | ------------ | ---------- |
| 2015年3月 | 《闪天下》 | 卡酷少儿卫视 | [ 11 ]     |

## 争议
2017年6月，雨婷儿的经纪公司泽海影视就双方演艺经纪合同纠纷提起诉讼，指雨婷儿在2016年11月27日以发送律师函的方式单方面终止双方经纪约，并在该司不知情的情况下参演由其他演艺经纪机构制作的剧集《蜀山战纪2》。泽海公司在起诉状中要求法院判处雨婷儿的单方面解约行为无效、停止参演上述剧集及赔偿人民币400万元。随后，雨婷儿对泽海公司提出反诉，指该司在合约生效期间有多项违约行为，要求法院判处双方经纪约终止及赔偿人民币10万元。该案件于2017年6月获北京市海淀区人民法院受理。